# Viktor Oppenheimer

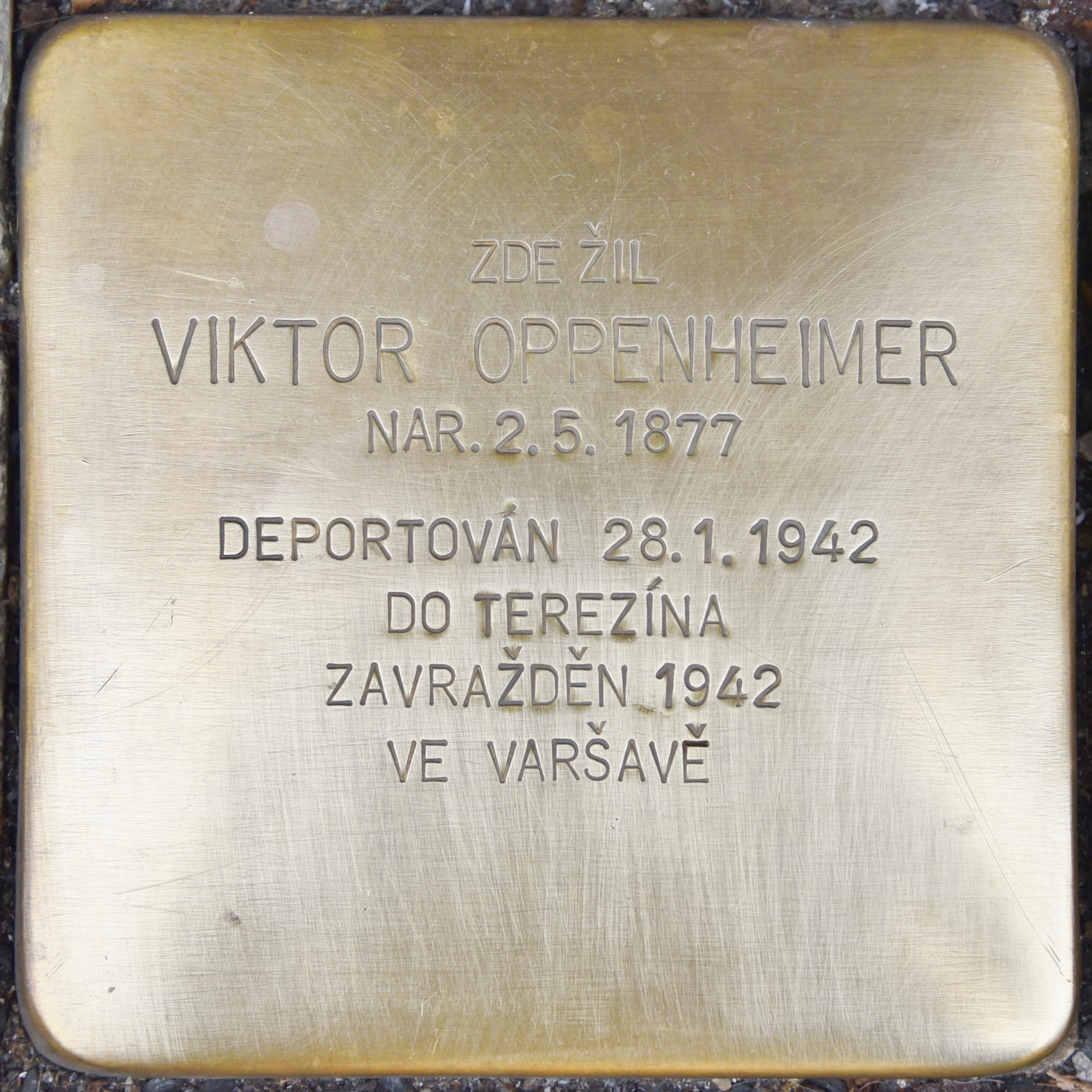
Kámen zmizelých (Stolpersteine) Viktora Oppenheimera

Viktor Oppenheimer (2. května 1877 Rousínov – 26. října 1942 Varšava) byl český grafik, malíř, sochař, designér, sběratel orientálního umění, medailér, architekt a pedagog.

## Život
Narodil se v Rousínově do německé židovské rodiny Emanuela Oppenheimera a jeho ženy Ernestiny Löwenthalové. Po absolvování základního vzdělání studoval v Brně na Zemském vyšším reálném gymnáziu, kde v roce 1895 úspěšně maturoval. Následně ještě dva roky pokračoval ve studiu na brněnské průmyslové škole. Další studium s výtvarným zaměřením studoval na uměleckoprůmyslových školách ve Vídni, v Düsseldorfu u prof. R. Boselta a v Mnichově. Po návratu do vlasti působil v letech 1905–1907 v Brně jako učitel kreslení, odtud zamířil do Šumperka a v roce 1909 se opět vrátil do Mnichova, kde působil 10 let. V roce 1911 obdržel "Poellathovu cenu" za vynikající výsledky v medailérské tvorbě. Zde se v únoru roku 1912 oženil s Hermínou Neuburgerovou. Manželství však bylo v polovině roku 1919 rozloučeno.
Po vzniku Československé republiky se vrátil do vlasti, nastoupil na místo asistenta kreslení na "Německém reálném gymnáziu" v Brně, ale v roce 1923 přešel na "Spolkové židovské reformní reálné gymnázium" se sídlem v tamtéž. V roce 1924 byla založena "Škola uměleckých řemesel" a Oppenheimer byl jmenován prvním profesorem modelování, které zde vyučoval až do roku 1939. Koncem roku 1925 se podruhé oženil a za ženu si vzal vdovu Elsu Wernerovou.
V Brně se účastnil uměleckého života, byl členem většiny uměleckých spolků ve městě a působil rovněž jako výtvarný kritik, publicista a organizátor kultury. Přednášel o umění nejen v Brně, ale i v Olomouci nebo Moravské Ostravě a obesílal výstavy doma nebo v Německu. Mezi roky 1930–1938 byl členem spolku "Mährischer Kunstverein" a podílel se na uspořádání celkem 8 výstav retrospektivního charakteru. Oppenheimer též publikoval v časopisech "Bytová kultura" a "Tagesbote", ve své tvorbě se orientoval zejména na reliéfní tvorbu a v roce 1936 vystavoval např. bustu T. G. Masaryka. Důležitým prvkem jeho díla byly i portrétní medaile a plakety, na nichž kromě světových osobností zobrazil i přední zástupce brněnského kulturního a vědeckého života, např. prof. Karla Absolona, arch. Ernsta Wiesnera a dalších. Významným způsobem se prezentoval i jako sběratel, vlastnil rozsáhlou sbírku orientálního umění čítající asi 1500 kusů. Sbírku se podařilo zachránit a v současné době je součástí sbírek Moravské galerie v Brně.
V roce 1939 byl Viktor Oppenheimer penzionován a koncem ledna roku 1942 byl i se s svou ženou transportován do Terezína. V říjnu byl pak odvezen do Varšavy, kde zahynul. Velká část jeho díla byla za války nacisty zničena.

## Výstavy (výběr)

### Kolektivní
- 1928 – Československé výtvarné umění 1918–1928, Brno
- 1931 – Veřejná škola uměleckých řemesel obchodní a živnostenské komory v Brně, Uměleckoprůmyslové muzeum, Brno
- 1938 – Alfred Kubin, Viktor Oppenheimer, Rudolf Sokol, Willy Zlamal, Fred Dobrowolny, Otto Ernegg, Dům umění města Brna, Brno
- 2000 – 90 let Domu umění města Brna, Dům umění města Brna, Brno

## Zastoupení ve sbírkách
- Historisches Museum München, Mnichov
- Moravská galerie v Brně, Brno

## Galerie

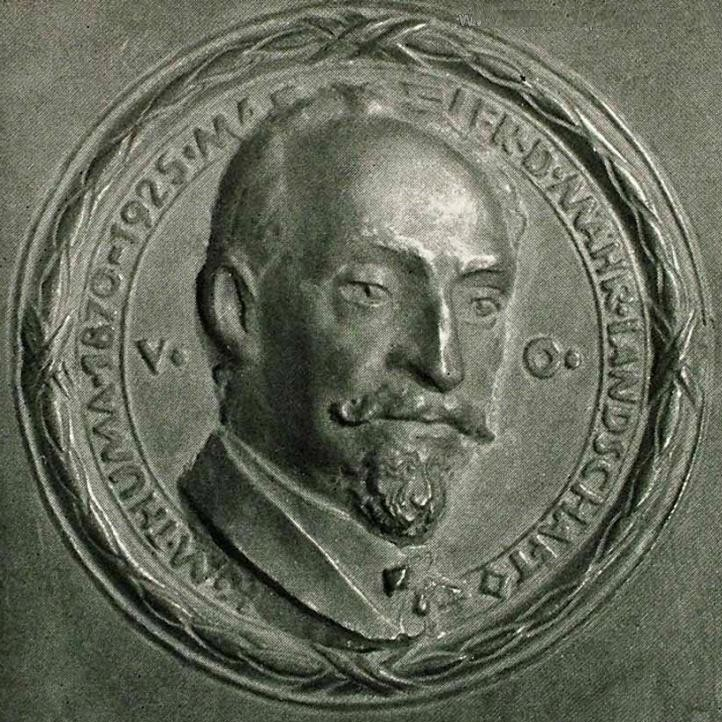
bronzová plaketa Carla Maria Thuma, jejímž autorem je Viktor Oppenheimer